# Nuriel
Nuriel es un ángel en la mitología judía. Se traduce como "Fuego del Señor" y es el ángel responsable de las granizadas.
Según la leyenda judía, Moisés se encuentra con Nuriel en el segundo cielo, cuando sale del lado de Chesed (Misericordia), Nuriel se manifiesta en forma de águila, águila que, al salir del lado de Geburah (Fuerza), es Uriel.
Según el Zohar, Nuriel gobierna a Virgo. Mide 300 parasangas (aprox. 5,6 km) de altura y tiene un ejército de 50 miríadas de ángeles (= 500.000) "todos hechos de agua y fuego". La altura de Nuriel es superada solo por los Erelim, por los vigilantes, por Af y Hemah, y por Metatron, que es el jerarca más alto del cielo según esa mitología. Nuriel es usado como amuleto para alejar el mal entre los creyentes. Su nombre se encuentra grabado en amuletos orientales y hebreos, en particular los que llevan las mujeres embarazadas. 
Fuera del judaísmo, en el libro siríaco de la protección, Nuriel se caracteriza como un "poder fascinante" y se agrupa con Miguel, Shamsiel, Serafiel y otros grandes ángeles. En la tradición gnóstica, Nuriel es uno de los siete subordinados de Jehoel, príncipe del fuego.